# Nazalizacija
Nazalizacija je fonološka promjena koja nastaje spuštanjem nepčanih resica kako bi se struja zraka namijenjena proizvodnji zvuka usmjerila kroz nosnu šupljinu. Najbolje poznati primjer jezika s nazalnim glasovima jest francuski jezik. U frazi Un bon vin blanc očituju se svi nazalni glasovi francuskoga jezika. Nešto manje poznati po nazalima su poljski i portugalski, te određeni germanski jezici poput frizijskog. Kod keltskih jezika nazalizacija ima i razlikovnu ulogu: nazalizirani suglasnik može označavati određeni padež, dok običan nenazalizirani suglasnik predstavlja nepromijenjeni nominativ. Zbog toga se nazalizaciju može smatrati i fonemskom promjenom.